# Pierrefontaine-les-Varans
Pierrefontaine-les-Varans är en kommun i departementet Doubs i regionen Bourgogne-Franche-Comté i östra Frankrike. Kommunen ligger i kantonen Pierrefontaine-les-Varans som tillhör arrondissementet Pontarlier. År 2022 hade Pierrefontaine-les-Varans 1 361 invånare.

## Befolkningsutveckling
Antalet invånare i kommunen Pierrefontaine-les-Varans
Referens:INSEE